# Nick Symmonds
Nicholas "Nick" Symmonds (ur. 30 grudnia 1983 w Boise, w stanie Idaho) – amerykański lekkoatleta specjalizujący się w biegu na 800 metrów.
Docierał do półfinałów mistrzostw świata w Osace (2007) i igrzysk olimpijskich w Pekinie (2008). Biegacz zajmował szóste miejsce podczas halowych mistrzostw świata w 2008 i mistrzostw świata w 2009. Finalista mistrzostw świata w Daegu (2011) i igrzysk olimpijskich w Londynie (2012). Wicemistrz świata z Moskwy (2013).
Medalista mistrzostw Stanów Zjednoczonych, mistrzostw NCAA Division III oraz reprezentant kraju w meczach międzypaństwowych.
W 2015 roku przed mistrzostwami świata odmówił podpisania oświadczenia przygotowanego przez USATF, na mocy którego miał zobowiązać się do korzystania podczas tych zawodów ze sprzętu firmy Nike (USATF posiadał w tym czasie ważny do 2040 roku kontrakt reklamowy z tą firmą), argumentując to indywidualną umową wiążącą go od 2014 roku z firmą Brooks Running. W związku z odmową Symmondsa, został on wykluczony z udziału w mistrzostwach świata w Pekinie.
Rekordy życiowe: stadion – 1:42,95 (9 sierpnia 2012, Londyn); hala – 1:46,48 (9 marca 2008, Walencja).

## Osiągnięcia
| Rok  | Impreza                             | Miejsce  | Lokata     | Wynik   |
| ---- | ----------------------------------- | -------- | ---------- | ------- |
| 2007 | Mistrzostwa świata                  | Osaka    | półfinał   | 1:46,41 |
| 2008 | Halowe mistrzostwa świata           | Walencja | 6. miejsce | 1:46,48 |
| 2008 | Igrzyska olimpijskie                | Pekin    | półfinał   | 1:46,96 |
| 2009 | Mistrzostwa świata                  | Berlin   | 6. miejsce | 1:45,71 |
| 2009 | Światowy finał lekkoatletyczny IAAF | Saloniki | 6. miejsce | 1:46,19 |
| 2009 | DécaNation                          | Paryż    | 1. miejsce | 1:48,68 |
| 2010 | Halowe mistrzostwa świata           | Doha     | –          | DQ      |
| 2010 | Puchar interkontynentalny IAAF      | Split    | 5. miejsce | 1:44,98 |
| 2011 | Mistrzostwa świata                  | Daegu    | 5. miejsce | 1:45,12 |
| 2012 | Igrzyska olimpijskie                | Londyn   | 5. miejsce | 1:42,95 |
| 2012 | DécaNation                          | Albi     | 1. miejsce | 1:47,96 |
| 2013 | Mistrzostwa świata                  | Moskwa   | 2. miejsce | 1:43,55 |
| 2014 | Halowe mistrzostwa świata           | Sopot    | eliminacje | 1:47,29 |